# Kjersti Annesdatter Skomsvold
Kjersti Annesdatter Skomsvold (Oslo, 3 de diciembre de 1979) es una escritora y poetisa noruega que ha incursionado en la literatura infantil y juvenil y abordado varios géneros como la novela, cuento, poesía y ensayo. Debutó en 2009 con la novela Jo fortere jeg går, jo mindre er jeg por el que fue galardonada con el Tarjei Vesaas' debutantpris de Consejo de la Asociación de escritores de Noruega; en 2015 recibió el Premio Dobloug de la Academia Sueca.

## Obras
- 2009 - Stille når gruppe (antología) ISBN  9788299698061
- 2009 - Jo fortere jeg går, jo mindre er jeg (novela) ISBN 9788249506644
- 2012 - Monstermenneske (novela) ISBN 9788249510573
- 2013 - Litt trist matematikk (poemario) ISBN  9788249513079
- 2014 - Jo fortere jeg går, jo mindre er jeg (drama)
- 2014 - 33 (nivela) ISBN 9788249514045
- 2015 - Meg, meg, meg (literatura infantil y juvenil) ISBN 9788203258787